# Frank Keeping
Frederick „Frank” Keeping (ur. w 1867 w Pennington  – zm. 21 lutego 1950 w Lymington) – brytyjski kolarz, uczestnik I nowożytnych Igrzysk Olimpijskich w Atenach.
Keeping wystartował na dwóch dystansach podczas kolarskiej rywalizacji w Atenach. W wyścigu na 333 1/3 m zajął piąte miejsce z czasem 27 sekund. Srebrny medal zdobył w wyścigu dwunastogodzinnym, tracąc zaledwie jedno okrążenie do zwycięzcy Adolfa Schmala z Austrii.